# Armando Marçal
Armando de Souza Marçal (* 17. Dezember 1956 in Rio de Janeiro; auch genannt Marçalzinho) ist ein brasilianischer Perkussionist.

## Leben
Armando Marçal begann bereits mit 14 Jahren zu musizieren. Er stammt aus einer bekannten brasilianischen Musikerfamilie. Sein Vater Mestre Marçal (1930–1994) betrieb von 1978 bis 1986 die größte brasilianische Sambaschule GRES Portela, während sein Großvater Armando Marçal ein bekannter Sambakomponist war und der gemeinsam mit Alcebíades Barcelos ein berühmtes Samba-Duo bildete. Als Mestre Marçalzinho leitete er 2005 auch die bateria (Trommlergruppe) der GRES Portela.
Armando Marçal spielte für zahlreiche internationale Künstler, darunter Pat Metheny, Paul Simon, Don Cherry, Gal Costa und viele anderen. In Deutschland spielte er für den Sänger Stephan Remmler unter anderem auf dem Lied Vogel der Nacht (1986). Seine erste Solo-CD gestaltete er 2006, die 2007 unter dem Titel Lado a Lado bei Scud erschien.

## Diskografie
- 1986: Senti Firmeza
- 2007: Lado a Lado
- 2014: Samba Fever (mit João Bosco und Ivan Lins)